# Споменица на рат 1912. године
Споменица на рат 1912. године или Споменица Српско-Турског рата 1912. позната популарно као Освећено Косово је било одликовање Краљевине Србије и Краљевине Југославије. Споменица је установљена 31. октобра 1913. године у спомен на први балкански рат у ком је Србија победила. Споменица је додељена свима који су учествовали и својим деловањем допринели ратном напору. По оснивању додељено је нешто више од 400 хиљада примерака овог одликовања.
Формално није познато ко је аутор пројекта споменице, али се већина истраживача слаже да је то веома вероватно био уметник Ђорђе Чарапић. Законом је била предвиђена и додела повеља, али због убрзог избијања Првог светског рата ово није реализовано и није позната ни једна повеља која је додељена уз споменицу. Прва серија споменица је израђена у швајцарској фирми „Браћа Игенин”, док су касније серије израђиване у другим радионицама, укључив и париску фирму „Артус Бертранд”. Претходно усвојеном предлогу споменице, вајар Иван Мештровић је требао да изведе њен пројекат, али је његов предлог одбијен.
Споменица својим мотивом слави „освећено Косово”, као и друга српска краљевска одликовања установљена у ово време — Медаља за храброст из 1913. и Медаља за заслуге Црвеног крста, а истовремено спада у шири круг медаљерских остварења, косовских споменица, која почев од средине деветнаестог века за мотив имају Видовдански култ.

## Историја
Избијањем балканских ратова (1912—1913) покренуто је у Србији питање система споменица и ратних одликовања за храброст и ревносну службу. При том је постојећи систем, заснован још у ратовима 1876-78, обновљен.
Још пре Битољске битке је било јасно да је рат добијен и министар војни Радивоје Бојовић је 3. новембра 1912. расписао конкурс за израду Споменице српско-турског рата 1912. и Медаље за ревносну службу. Овиме је војна администрација наставила и традицију поверавања нацрта за израду одликовања уметницима. Министарство је ограничило учешће уметника тако што је прописало да право приступа конкурсу имају само јужнословенски уметници. Нацрти су могли бити изграђени или вајарски, од материјала по вољи, или сликарски, и имали су се поднети артиљеријско-техничком оделењу Министарства војног најкасније до 25. новембра. Министарство је такође обавестило уметнике да ће избор скица вршити по свом нахођењу, те да изабрана скица постаје власништво Министарства војног. За сваки усвојени нацрт награда је била 1.000 динара. Крајем године Министарство је одредило комисију за избор најбољих радова.
Резултати конкурса никад нису објављени, тако да званично није познато ко је аутор Споменице српско-турског рата 1912. Но, према писању критичара и савременика Димитрија Митриновића, те увидом више истраживача српских одликовања, аутор је са сигурношћу уметник Ђорђе Чарапић Фусек. Чарапић је у свом досијеу који се чува у Војном архиву навео да је, између осталих српских одликовања, Споменица на рат 1912. његов пројекат. Истраживач Нада Тодоровић пак наводи да је споменица моделована по нацрту вајара Ђорђа Јовановића, а овај податак јој је саопштио вајар Периша Милић, Јовановићев ученик и пријатељ.
Уредбом краља Петра I Карађорђевића од 31. октобра 1913. године, после победоносног рата Србије против Турске, је установљена Споменица на рат 1912. године. Уредбом је било предвиђено и додељивање повеље, но због убрзог избијања Првог светског рата, до реализације није дошло. Како истичу истраживачи Павел Цар и Томислав Мухић, са обзиром на масовност споменице готово да није могуће да не би било сачуваних примерака припадајућих повеља.

### Историја употребе
Споменица је додељена свим активним и резервним официрима, подофицирима, капларима, редовима, војним обвезницима и чиновницима свих позива Народне Војске и Последње Одбране, који су учествовали на бојишту и у позадинској служби. Затим, свим активним министрима, посланицима на страним дворовима, народним посланицима, члановима управних одбора патриотских и витешких удружења, Управном одбору Народне банке, шефу и чиновништву Прес бироа, страним мисијама Црвеног крста које су биле на служби у болницама, страним и домаћим извештачима, свим лицима на служби у болницама или другим војним дужностима на бојишту или у позадини.
Попис одликованих особа су водиле надлежне команде и установе, а за споменицу није наплаћивана такса. Одликовање је након смрти носиоца остајало на чување породици.
Према подацима нумизматичара Леонарда Форера (en) из 1923. године, и истраживача Наде Тодоровић, прва серија споменице је израђена у тиражу од 430,000 комада. Према наводима истраживача Љубомира Стевовића и Косте Кнежевића овај податак одговара цифри од 402.000 мобилисаних војника и тридесетак хиљада небораца. Истраживачи Павел Цар и Томислав Мухић наводе да Фореров податак треба узети са резервом. Према њиховом мишљењу наведена количина медаља се чини претераном и вероватно се односи на укупан број додељених споменица, а не само на прву серију која је израђивана у швајцарској фирми „Браћа Игенин”.

### Неусвојени предлог за споменицу Ивана Мештровића
Након победе у рату против Турске, од вајара Ивана Мештровића је наручено да изради идејно решење за медаљу која је требала да буде додељена свим војницима у рату — за најзаслужније у злату, за официре у сребру, за војнике у бронзи, но до реализације није дошло. Мештровићево никад усвојено идејно решење за споменицу се налази у Народном музеју у Београду под називом спомен медаља „Осветницима Косова”.
На аверсу споменице је приказан Краљ Петар I Карађорђевић, док је на реверсу приказана композиција „Косовским осветницима” коју је Мештровић 1913. године урадио у Риму. На њој је у централном делу представљена Србија (или Богиња победе) која у обе руке држи по један ловоров венац изнад глава косовских јунака, док се иза ње виде куполе Грачанице. Како истиче истраживач Вера Грујић, присуство Грачанице на споменици симболизује територије Старе Србије и дела Македоније освојене у рату, али и о Мештровићевој идејној и духовној вези са Надеждом Петровић, која је у рату служила као добровољна болничарка а истовремено сликала косовску равницу на којој се уздиже Грачаница, као и десетине других цркава, сведочећи о вековном српском присуству на овом простору. Лево и десно у строју стоје наги млади мушкарци погнутих глава (косовски јунаци), на тлу пред њима положена су копља. При дну, испред богиње Победе, стоји наг мали дечак држећи обема рукама пред лицем круну. Горе около на споменици је натпис: „КОСОВСКИМ ОСВЕТНИЦИМА”. У одсечку је натпис година: „1912—1913” и сигнатура испод горње ивице одсечка: „МЕШТРОВИЋ”. У попису Мештровићевих радова из 1919. године, споменица је обележена као један од „Видовданских фрагмената”. Примерак у Народном музеју је пречника 400 милиметара и од ливене је бронзе. Истраживач Нада Тодоровић наводи и да су постојани редуцирани примерци, који су ковани у злату, али нису у поседству музеја.

Споменицу, као и неколико рељефа религиозне садржине насталих у Београду 1913. године — за које неки скорији критичари оцењују да су по стилским обележјима одраз Мештровићевог „византизма” инспирисаног православном уметношћу, карактерише линеарни начин приказивања и равне, сецесијски обрађене површине. Како истиче историчарка уметности Ирина Суботић:
| „ | [...] Иван Мештровић је у периоду свога историзма, у духу архајске уметности преточене у савремену сецесију, створио неколико медаља препознатљивог стилског израза. На њима се уочава редуцирани метод рада јер је композиција задржала своју изразиту монументалност, форма је овладала свим детаљима површине, наглашена наративност релативно је инкомпатибилна облику и димензијама медаље. Ипак, неоспорно је осећање да је реч о супериорној стваралачкој снази. [...] | ” |

Историчар уметности Винко Зламалик у свом осврту на ову медаљу истиче:
| „ | Она [медаља „Косовским осветницима”] се својим стилизираним облицима, наглашеном мајестозношћу лика краља Петра на коњу (аверс) и сабласним шпалиром голих ратника на реверсу логично уклапа у циклус умјетникових дјела инспирисаних идејом националног ослобођења, косовског мита и здруживања Јужних Славена. Сугестивна продубљеност сцене и профињени ритам низа поклеклих фигура с доминантним ликом крилате жене, која персонифицира побједу, носе у себи дубоко и јасно симболско значење. | ” |

Према властитом сведочењу Ивана Мештровића, те наводима савременика Димитрија Митриновића, разлог одбијања је била нагост фигура на споменици. Према Мештровићевом властитом сведочењу, које је објављено у његовим мемоарима „Успомене на политичке људе и догађаје” 1969. године, у поглављу насловљеном „Медаља за ослобођење Косова”, Мештровић наводи:
| „ | Одмах иза побједе над Турском затражио је од мене, у име Владе, министар просвјете Љуба Јовановић Патак, да израдим медаљу коју ће дати свима војницима који су учествовали на ослобођењу Косова. За часнике ће бити лијевана у сребру, за оне, који су се највише одликовали, у злату, а за обичне војнике у бакру. Садржај, па чак и натпис, препушта мени. Ја сам израдио и послао, одбијајући сваку награду. Министар ми је захвалио, а јавио да се медаља свидјела. Након неког времена ми је писао, како неки налазе, да ће бити простим војницима неприступачна, па је он одлучио да је излије у око тисућу примјерака у сребру и пар стотина у злату, као споменицу на овај догађај, те да би то дали само неким борцима те страним мисијама, те да сад зато тражи мој пристанак. Ја сам одговорио, нека ради, како му се чини најбоље. Нису, међутим, могли наћи рјешење, па ме је једнога дана Љуба Јовановић повео к предсједнику Владе. Био је тада Андра Николић. Чим смо сјели, упитао је Љубу, што је с медаљом, како то да још није готова. - Ма, муку мучим и волио бих, да ме не питаш пред овим човјеком. - А зашто? Зар се њему нисмо захвалили и одлучили да се лијева? - Ма јесмо, али онај задро ради голотиње, чеса ли. - Ко? - Ко? Онај! Ко има да задре, кад је Влада донијела одлуку? - Ма Краљ, брате. Звао ме и љутио се. Ни у чему ме — рече — не зарезујете и рјешавате сами, па бар ми оставите да ја рјешавам за декорације мојих војника. Е, бар ми то пустите, оца му, каже. - Ма шта се чика Пера у то разумије, о... - Знам, ал шта ја могу, кад прави питање. Покушавао сам да га склонем, тумачећи како је ондје симболизирана вјековна тежња палих, од онда па до данас, од генерације у генерацију, и да они младићи што клече, представљају духовну страну ове генерације, која је пала на кољена пред успоменом на претке, којима се одужила. - Нећу ја никакве симболике, него ја хоћу да буде на медаљи француски топ. Француски топ је добио овај рат. - Гле, гле, маторог, он зна чак ко је добио рат. Али шта је он на крају крив, да су се крупне ствари десиле за његово вријеме - смијао се Николић. | ” |

Критичар Димитрије Митриновић је, по одбијању Мештровићевог предлога, у часопису „Дело” изнео негативну критику разлога одбијања, као и рада целог одбора, те самог Чарапићевог решења, док је Мештровићев предлог оценио позитивно. У свом коментару на одбијање, критику усвојеног решења за медаљу те о Мештровићевом предлогу, овај критичар је, између осталог, изнео:
| „ | Г. Иван Мештровић, после поруџбе или без поруџбе од државе, или од војске, или од одбора каквог посебног одређеног да се побрине за медаљу којом ће се одликовати Велика Војска када се врати домовима, казао је благодарност нашега народа нашој војсци медаљу једну створивши предубоку значењем и дивну од лепоте. Мештровићево одликовање предано је било поручиоцима, или онима који су важни у националним нашим пословима уметничке природе. Промишљено и са рђавом вољом, или непромишљено а с одличном вољом, медаља је била одбијена ; онима што су векове оборили и векове отворили медаља једног инжењера примљена. Могућно је добронамерна та инжињерска медаља да је ванредна и да би се могла изложити не само на југословенским уметничким изложбама, и вероватно је да би се њом могла одликовати нека друга војска овога света, с мање епохалног и грандиозног у свом делу. Неизмериво је неподобна, из дубина је безснажна у свом животном разлогу, не инжењерова та уметност, него која била медаља тој војсци што је страх божији од пожртвованог јунаштва и борилачке свемоћи, макар које одликовање које није највеће ; а што на највећи начин прославља српску државу, и сав народ, није једина та ослободилачка војска наша, него још и херојска величином Српска Народна Уметност коју ствара и задивљује свет њом Иван Мештровић. Симбол мисли, израз воље тог највећег, тог јединог достојног да метне нашу задивљеност војсци и вечну захвалност у невин декор једне медаље, одбијен је био ; највећим српским јунаштвима није било суђено да их, себе достојном, њих достојном, медаљом одликује уметник нашега народа. Наопак случај се дакле десио, један догађај културно-национални, безшуман додуше али преболно тежак и кобан значењем; страшан безсловесношћу у себи и налик непоштовању нације. Светосавство и доситејство медаље Мештровићеве није се прочитало из нагих човечности што су представљале отаџбину победницу, нити се појмила узвишена човечност нагих јуначких тела; немамо страха од гвоздене ватре по разбоју него од наготе човека у пластичкој уметности. И није се појмило сељаштво и старосрпство краља победилаца на коњичку његовом изрезаном као на плоски, на чутури херцеговачкој, сличног свештенику простонародног српског краља у хаљини оној тежачкој црногорској зими што се носи, нити му се соко поносити и срчани на десници одгонетнуо. Да је на две стране те медаље била типична лепота српске душе, српски народ преведен у његову уметност, није се докучило; и остало је неископано благо философије српске културе и религије српског национализма, благо свето и прекривено симболом класичне и модерне и националне и општељудске лепоте Ивана Мештровића. Било би достојно казне да би се тај културно-национални грех био учинио с предумишљајем и злотворне савести, преболна би била морална болест, и из корена испржавање морао би да јој буде прави лек. Али у боље верујмо, и једно незнање и неумење, несналажење пред херојском лепотом, снебивање и престрављеност пред рођеном културом нека нам значи предисторију чина и тегобу случаја; моралне одговорности не би могло да буде у том случају, него једино позитивне, пред судбом националне савести или државног водства. Онемогућити за вазда мора се слична невољност, јер би мучно говорило о нашем културном вођењу кад би се некажњено пуштале намерне разорности или остављала неизлеченима наказна појимања и тровање безсловесношћу. Антика је израду ликова за новац поверавала резачима најславнијим у својој вештини, а један споменик Германије Бизмарку (en) саградио је Ледерер (de) а други (de) извајао Хилдебранд; обадвојица неогромни, али најугледнији и понајбољи у свом народу. Код нас, Карађорђа гради сликарство Г. Вучетића, одликовање Великој Војсци инжењерство Г. Чарапића; члана нашега народа, верујемо, најпоштенијег и најродољубивијег, али који се чуо није нити ће се кадгод чути у култруном раду националном што се зове крупним и племенитим именом, благородним, узвишеним, Уметности. Незнање дакле и неумење претпоставивши а не рђавост воље и злохотну намерност, најближе је помислити да је монументални стил Мештровићеве медаље и скрајња декоративност схваћања, поред наготе телесности и дубље моралне симболике, произвела несвиђање у оцењивачима, било којим и било каквим, билим у опште или, вероватно, никако и не билим. Сад, појимање моралне симболике ствар је дубине интуиције, храбрости у асоцијацијама, одважности у ширини и даљини одгонетања и тумачења; схваћање израза у изражају или изражаја самог, — ствар је такозваног укуса о ком је чувена мудрост да се не може диспутовати о њему, и ствар је моралне нарочите саграђености, општег душевног расположења. Разумети пак монументалност и декоративност Мештровићевог стила ствар је добре васпитаности уметничке, умења гледати, а саблажњиво зграњавање пред наготом у пластици једно је буграско непојимање, или румунско или новогрчко, уметности, варварство османлијско уметничке цивилизованости. Испреваљане топове би ваљда требало представити, гору пушака, масу која јуриша, краља на престолу и у блештећој ризи; или на коњу у галопу побеснелом од снаге или елегантном од беснажности; вилу која кличе и надвија се над победиоце разаспљући ловор-венце; заставе и лепршања; битку од испрекрштаности линија, разбојиште разровано од неуједначене форме или замрљано од несигурности моделације; и сунце још иза горе са тријумфалним, обајаним зрацима! Или салонску плакету са мирисавом осенченошћу, меканим сфумовањем, обливањем и преливањем, пенушењем боје и треперењем светлости у формама; укус и допадљивост, минуциозност и делициозност; насликаност пластике, мелодиозност штимунга; лепоту Истине, љупку и краснообразну! Није изашао наш свет из избе своје убоге, из влаге о мрака своје материјалне културе, примитивне балканске ове наше цивилизације, па када треба не да пева душевно само, српски човечно, него културно српски и модерно српски, западно-европски па ипак својим гласом и начином, нарочито пак када треба да запева не певајући збиља и пишући него градећи и обликујући, вајајући или сликајући, и када треба, наш честит свет, да осети таково једно грађено или обликовано певање европски српско и европски људско, онда се распеваност јужњачка наша и словенска претвара у православност и српска лепота у неукост и страшно несналажење пред културом Запада. [...] О култури националној треба дакле мислити колико и о самом животу јер се живи због културе и морала, и није морална савест само понос части што морамо гајити него и културна савест; у културном раду је противнационално запостављати више потребе јер су даље. Уметност је једна снага нације, преко моралне и животна, и чиме се прославља и велича нација није материјални само њезин живот, германски, него виши, руски, живот морални. Снага је нације, животно је благо Југословенства, велико као Освета Косова и Војска Србије, морална, културна, најбоља ако и не сва, Посвета Косова коју значи Видовдански храм Ивана Мештровића. Културом нашом, словенском у моралу, српском у естетици потребно је било да спомеником овековечимо пропаст слободе и подјармљеност вековима. Божанствене је отмености, узвишене гордости наша освета животињствености монголској камена трагедија, величајно светиште што ће бити Храм Мештровићев; и то бескрајне лепоте, трагичног морала српске душе здање уједно је и философија наша национална и религија у великолепности грађевине, оваплоћење наше душе и симбол јој. Песма је велика људској историји о томе шта је српски бол и живот, и велика је проповед нама живима о томе каква је у ствари наша најдубља душа, од чега нам је саздано бивство, проповед је о томе од које моралне лепоте требамо да саграђујемо своју историју и војујемо бескрвно за место Српства у људству глоба и бесконачном духу. Та песма и та лепота — обадве од суштог морала словенског, српски отмене обадве подједнако јер су исто, живот су наш јер су наш дух; доликује нам за небеско царство да живимо, и нама данашњим и сутрашњим и далеким иза нас јер нам је то била воља и древних и прадавних. Разграђеност наша савремена и пометеност у уметничким пословима противречи само за час и привидно покретној снази наше историје и вољи бивственој наше душе; али је потребно докрајчити што пре рђавости тоj, честито поисправљати наопакости које су нам се поиспречавале на путу, и темеље засновати је потребно големој уметности која хоће да нам се објави, украси нам и прослави и ојача живот. Сутра нам треба културније и српскије да буде, достојно наших амбиција и нашег задатка, у уметничким пословима више и боље него игде; јер се у српски освешћенијем, словенскије промозганијем избору медаља за косовску војску не би десио случај да се понизи рођена нација одбивши вољу најскупљег Српства што је ствараоц Видовданског храма, човека који је не једино пророк ослобођења него и начелник и првопрестолник нове и највеће српске или југословенске душевности. И човека који је једнак себи и огроман сав и чија медаља српској војсци не сме бити мање неприкосновена од његове медаље српској нацији; г о в о р и и с т о о в а с ј а ј н а м е д а љ а ш т о и В и д о в д а н с к и х р а м. Што ће говорити; јер ова дубока велика медаља неће ништа казати српској војсци. Један јој културни и далековидан одбор то није досудио; милост му била честитој разумности, велико просветљење неукости! | ” |

## Изглед
Споменица је округла, пречника 36 милиметара. На лицу медаље је приказ Косова поља са манастиром Грачаницом у позадини. На пољу леже ратни трофеји — топовска кара (лево) и Крупов топ (десно). Овај приказ је уоквирен венцем победничке славе — полувенцем од ловорових гранчица. У позадини се налази излазеће сунце у које је уписана година „1912”. Уз горњи руб медаље, над сунцем, је у полукругу натпис „ОСВЕЋЕНО КОСОВО”, написан калиграфском „средњовековном” ћирилицом. Истраживачи Љубомир Стевовић и Коста Кнежевић истичу да је као инспирација за лице споменице Ђорђу Чарапићу послужила популарна фотографија једне разорене турске батерије са разбојишта Кумановске битке.
На наличју медаље је српски краљевски грб, двоглави орао са српским штитом на грудима, окружен ловоровим венцем. У сваки лист венца уписано је име главнијих места код којих су вођене битке рата. Са леве стране, почевши одозго, исписана су имена: Куманово, Скопље, Прилеп, Једрене, Велес, Нови Пазар, Дебар, Штип, Призрен, Мрдаре, а са десне стране, такође почевши одозго: Битољ, Скадар, Охрид, Сјеница, Дојран, Љеш, Тетово, Драч, Елбасан, Приштина.
Споменица је израђена од позлаћене бронзе, и истицана је на врпци ширине 28 милиметара, која се састоји од шест целина. Свака целина се састоји од црвене, плаве и беле пруге. Како истичу истраживачи Павел Цар и Томислав Мухић, премда је законским текстом одређено да ширина врпце буде 35 милиметара, у пракси су медаље додељиване на врпцама ширине 28 и 40 милиметара. Споменица се истицала на левој страни груди.
Осим описане, основне серије споменице коју је израдила швајцарска радионица „Браће Игенин”, постоји и серија коју је за време Првог светског рата израдила париска радионица „Артус Бертранд”, а коју карактерише мањи пречник медаље — 32 милиметра и која има грешку у натпису. Уместо „ОСВЕЋЕНО КОСОВО” исписано је погрешно „ОСВЕЋЕНО НОСОВО”. Такође, на овој варијанти медаље су изостављена имена места битака на ловоровом венцу на наличју медаље. У каснијем раздобљу ова радионица је исправила грешку и израдила нову серију споменица у складу са основним моделом коју је израдила радионица "Браће Игенин".
- Аверс Споменице на рат 1912. из Збирке одликовања Архива САНУ;[49]
- Реверс Споменице на рат 1912. из Збирке одликовања Архива САНУ;[49]
- Фотографија разорене турске батерије након Кумановске битке. Према мишљењу Стевовића и Кнежевића ова фотографија је инспирисала Чарапића за изглед аверса споменице.[23]
- Аверс Споменице на рат 1912. године додељене Милану Јовановићу Батуту, Збирка одликовања Архива САНУ;[57]
- Реверс Споменице на рат 1912. која је додељена Батуту. Збирка одликовања Архива САНУ;[57]
- Непознати грађанин пригодом светковине истиче одликовања. На одећи су истакнуте две споменице из оба балканска рата и Медаља добром стрелцу.[58]
- Непознати капетан I класе, фотографија из раздобља пре почетка Првог светског рата. Капетан, поред Медаље за војничке врлине на орденској нисци истиче споменицу „Освећено Косово” и споменицу на рат 1913. те Златну и Сребрну медаљу за ревносну службу, ван орденске ниске;[59]
- Изглед Споменице на рат 1912. у публикацији „”[60] — издатој 1936. године у Београду од Управе за заштиту индустријске својине Министарства трговине и индустрије, а сачињене за потребу паришке Конвенције за заштиту индустријске својине.[61][62]
- Одликовања и орденска грана официра Радована Мишића, Народни музеј у Ваљеву, фотографија од 22. јануара 2022; Међу одликовањима је и Споменица на рат 1912. године.
- Мишићева орденска ниска, детаљ; Народни музеј у Ваљеву.
- Споменица „Освећено Косово” из збирке Народног музеја у Ваљеву; 22. јануар 2022. године.
- Примерак споменице из музеја у Ваљеву изблиза
- Споменица „Освећено Косово” у збирци одликовања Завичајног музеја у Јагодини; октобра 2012. године
- Споменица на рат 1912. на орденској грани, Народни музеј Чачак, јануар 2021.
- Орденска грана са одликовањима 1912. — 1918. године и Споменица освећено Косово на њој. Народни музеј Краљево, фебруар 2014.

## Израда и набавка
Као што је напоменуто, основну серију споменице је израдила швајцарска радионица „Браће Игенин” (етимолошки: Huguenin Freres) из Ле Локла. Осим ове радионице, израдом споменице су се бавиле и неке друге радионице. Једна од њих је и „Артус Бертранд” из Париза која је израђивала и споменуту верзију са грешком у натпису.
Испоруком споменице се бавила радионица гравера Мише Голдштајна из Београда.

## Положај у важносном реду одликовања
Формирањем Краљевине Југославије, систем одликовања нове државе се није битније мењао, јер је новоформирана краљевина у целости преузела систем одликовања Краљевине Србије онаквим какав је затечен на крају Првог светског рата. Систем одликовања Краљевине Србије и Краљевине Југославије је био утемељен „Законом о орденима и медаљама“ од 23/26. јануара 1883, више пута измењиваног допуњаваног.
Споменица српско-турског рата 1912. године се, према наводу Канцеларије ордена од 1931. године, налазила на 49. месту у важносном реду одликовања Краљевине Југославије, а на првом месту у међусобном рангу споменица објављеном 1935. године — испред Споменице на рат 1913 године. Ранг медаља и споменица није имао никакву правну важност, већ је само одређивао место ношења одликовања на грудима. Табеларни приказ положаја Споменице на рат из 1912. године је дат испод:
| 1.  | Кнеза Лазара                                           |
| 2.  | Кара-Ђорђева Звезда са мачевима I                      |
| 3.  | Кара-Ђорђева Звезда без мачева I                       |
| 4.  | Кара-Ђорђева Звезда са мачевима II                     |
| 5.  | Кара-Ђорђева Звезда без мачева II                      |
| 6.  | Бели Орао са мачевима I                                |
| 7.  | Бели Орао без мачева I                                 |
| 8.  | Кара-Ђорђева Звезда са мачевима III                    |
| 9.  | Кара-Ђорђева Звезда без мачева III                     |
| 10. | Бели Орао са мачевима II                               |
| 11. | Бели Орао без мачева II                                |
| 12. | Југословенска Круна I                                  |
| 13. | Свети Сава I                                           |
| 14. | Кара-Ђорђева Звезда са мачевима IV                     |
| 15. | Кара-Ђорђева Звезда без мачева IV                      |
| 16. | Бели Орао са мачевима III                              |
| 17. | Бели Орао без мачева III                               |
| 18. | Југословенска Круна II                                 |
| 19. | Свети Сава II                                          |
| 20. | Бели Орао са мачевима IV                               |
| 21. | Бели Орао без мачева IV                                |
| 22. | Југословенска Круна III                                |
| 23. | Свети Сава III                                         |
| 24. | Бели Орао са мачевима V                                |
| 25. | Бели Орао без мачева V                                 |
| 26. | Југословенска Круна IV                                 |
| 27. | Свети Сава IV                                          |
| 28. | Југословенска Круна V                                  |
| 29. | Свети Сава V                                           |
| 30. | Златна Војничка Кара-Ђорђева Звезда са мачевима        |
| 31. | Сребрна Војничка Кара-Ђорђева Звезда са мачевима.      |
| 32. | Златна медаља за храброст.                             |
| 33. | Сребрна медаља за храброст.                            |
| 34. | Медаља Краља Петра .                                   |
| 35. | Албанска споменица.                                    |
| 36. | Медаља за Војничке врлине.                             |
| 37. | Златна медаља за Ревносну службу.                      |
| 38. | Сребрна медаља за Ревносну службу.                     |
| 39. | Златна медаља за Грађанске заслуге.                    |
| 40. | Сребрна медаља за Грађанске заслуге.                   |
| 41. | Златна медаља за унапређење пољопривреде               |
| 42. | Сребрна медаља за унапређење пољопривреде              |
| 43. | Бронзана медаља за унапређење пољопривреде             |
| 44. | Крст Милосрђа Женски и Мушки.                          |
| 45. | Медаља за Услуге Краљевом Дому                         |
| 46. | Црвени Крст                                            |
| 47. | Сребрна Медаља Црвеног Крста                           |
| 48. | Бронзана Медаља Црвеног Крста                          |
| 49. | Споменица Српско-Турског Рата 1912 год.                |
| 50. | Споменица Српско-Бугарског Рата 1913 год.              |
| 51. | Споменица Рата за Ослобођење и Уједињење 1914.-1918 г. |

| 1. | Споменица Српско-Турског рата 1912. год.            |
| 2. | Споменица Српско-Бугарског рата 1913. год.          |
| 3. | Споменица рата за Ослобођење и Уједињење 1914—1918. |

## Мотив споменице
Споменица на рат 1912. године спада међу остварења српског и југословенског медаљерства која као свој мотив имају Видовдански култ — косовске споменице. Прво медаљерско остварење које је третирало мотиве косовског култа је била медаља за храброст са мотивом јунака Милоша Обилића, коју је 1851. године установио Петар Петровић Његош. Велики подстицај ковању медаља са косовском тематиком се десио 1889. године на прославу 500. годишњице косовске битке, када је уједно било и миропомазање краља Александра Обреновића у манастиру Жичи. Тада је израђен највећи број споменица са мотивом Видовданског култа. Од стране државе су издате две споменице — Видовданска спомен-медаља и Споменица миропомазања краља Александра Обреновића. У аверсу Видовданске спомен-медаље је натпис „ПОМЕНУ ВИДОВА ДАНА 1389” и оборена круна, мач и скрхани скиптар у њеној средини, док је у реверсу споменице натпис „ОБНОВЉЕНА СРБИЈА 1889” и представа манастира Жиче над којом се витла двоглави орао са српским грбом. Код Споменице миропомазања је у аверсу приказан млади Краљ Александар, док је у реверсу приказан манастир Жича. Прослава је био повод и да нека културна друштва из тадашње Краљевине Србије искују своје посебне спомен-медаље. Тако је Крушевачко певачко друштво те 1889. године исковало споменицу на чијем се аверсу приказана попрсја кнеза Лазара и Милоша Обилића, док је у реверсу приказани тамбурица и гусле преко којих лира и око којих је натпис „Крушевачка певачка дружина певачима учесницима на Видовдан”. Готово истоветан лик Милоша Обилића је на медаљи коју је исте године поручило певачко друштво „Обилић” поводом освећења своје заставе. Једина позната страна споменица која је издата за прославу је споменица царске Русије која у аверсу има приказ Крушевца. Осим споменутих, истраживачи Добрила Гај-Поповић, Ирина Суботић и Нада Тодоровић наводе још неколико споменица са истом тематиком из овог периода, непознатих аутора, а похрањених у Народном музеју у Београду.
Споменица на рат 1912. спада, како истиче истраживач Нада Тодоровић, у косовске споменице и медаље које су настале у контексту балканског рата а којима се прославља „освећено Косово”. Осим споменице из 1912. године, остварења са овим мотивом имају и Медаља за храброст са мотивом јунака Милоша Обилића, те српска и црногорска Медаља за услуге Црвеном крсту, истоветног изгледа, са мотивом Косовке девојке, пренесеног са уметничке композиције Уроша Предића. Овим поводом је искована и „Инвалидска медаља” из 1912., са приказом Светог Ђорђа који убија аждају и натписом „СВЕТИ ЂОРЂЕ БУДИ СРБУ И ДАЉЕ УГЛЕД БРАНИОЦА ПРАВДЕ И ИСТИНЕ” у аверсу и мотивом Косовке девојке и натписом „СЛАВА ПОБЕДНИЦИМА КОСОВА. ПОМОЗИМО ИЗНЕМОГЛОГ РАЊЕНИКА” у реверсу. У свом осврту на медаљерска остварења са темом косовског култа, историчар уметности Дејан Медаковић наводи: „Све ове медаље [Видовданска спомен-медаља, медаља Крушевачког певачког друштва, медаља освећења заставе певачког друштва „Обилић”] носе печат касне романтике, понекад су одраз и неког наивно схваћеног родољубља, а њихова иконографија крајње је једноставна, без обзира на искрену жељу њихових поручилаца да својом садржином делују оптимистички у тешким часовима модерне српске историје. Тек „Инвалидска медаља” из 1912. године у славу косовских осветника, на чијем се аверсу налази лик Св. Ђорђа који убија аждају, а на реверсу нека врста косовке девојке, као да у пластичном обликовању наговештава новине и модернији израз”. Како истиче Тодоровић, споменут неусвојен Мештровићев предлог познат као „Косовским осветницима” представља ремек дело југословенског медаљерства на ком је третирана тема косовског култа.
Истраживач Ранко Мандић у свом осврту на српске и југословенске ратне споменице истиче да је решење споменице на рат 1912. веома романтично и атрактивно, као и сама девиза исписана на њој.

## Галерија

### Мотив споменице
- Обилића медаља, установљена 1851. године од Петра Петровића Његоша, додељивана за храброст.
- Аверс Видовданске спомен-медаље из 1889. године; Медаља је рађена по нацрту архитекте Михаила Валтровића;[84] фотографија примерка из Народног музеја у Београду, 2. фебруар 2022. године;
- Реверс Видовданске споменице из 1889. године;[85] Народни музеј Београд, 2. фебруар 2022.
- Аверс Споменице миропомазања Краља Александра Обреновића из 1889. године, слика примерка из Музеја рудничко-таковског краја;
- Реверс исте споменице са представом Жиче
- Освећење заставе певачког друштва „Обилић” из 1889. године;[90][83] фотографија примерка из Народног музеја у Београду, 2. фебруар 2022. године;
- Петстогодишњица Косовске битке, 1889. године, аверс, медаља рађена по нацрту Михаила Валтровића;[84] У аверсу медаље је попрсје кнеза Лазара и натпис ;[83] фотографија примерка из Народног музеја у Београду, 2. фебруар 2022. године;
- Петстогодишњица Косовске битке, 1889. године, реверс, медаља рађена по нацрту Михаила Валтровића;[84] У реверсу је приказ манастира Раваница и натпис ;[83] фотографија примерка из Народног музеја у Београду, 2. фебруар 2022. године;
- Орден Црвеног крста и Медаља за услуге Црвеног крста из 1912. године; фотографија примерка из Народног музеја у Ваљеву, 22. јануар 2022. године;
- Медаља за услуге Црвеног крста из 1912. године; фотографија примерка из Народног музеја у Ваљеву, 22. јануар 2022. године;
- Инвалидска медаља из 1912. године;[87] фотографија примерка из Народног музеја у Београду, 2. фебруар 2022. године;

### Књиге, зборници и каталози
- Ацовић, Драгомир М. (2008). Хералдика и Срби. Београд: Завод за уџбенике. ISBN 978-86-17-15093-6.  152135692  152135692
- Ацовић, Драгомир (2013). Слава и част - Одликовања међу Србима: Срби међу одликовањима. Београд: Службени гласник. ISBN 978-86-519-1750-2.  200069388  200069388
- Ацовић, Драгомир (2019). Шест векова одликовања међу Србима. Београд: Политика, (Београд : Политика). ISBN 978-86-7607-149-4.  279618316  279618316
- Борозан, Игор (2021). Слика и моћ : представе владара у српској визуелној култури XIX и почетком XX века. Књ. 2. Нови Сад: Галерија Матице српске : Матица српска, (Нови Сад : Сајнос). ISBN 978-86-80706-52-8.  49896713  49896713
- Борозан, Игор (2021б). Слика и моћ : представе владара у српској визуелној култури XIX и почетком XX века. Књ. 1. Нови Сад: Галерија Матице српске : Матица српска, (Нови Сад : Сајнос). ISBN 978-86-80706-51-1.  49895945
- Gaj-Popović, Dobrila; Subotić, Irina (1981). Medalje i plakete : Medalje i plakete iz zbirke Narodnog muzeja i dela savremenih skulptora. Beograd: Narodni muzej : Srpsko numizmatičko društvo, ([Beograd] : "Slobodan Jović").  3151879  3151879
- Grbovi, zastave, drugi državni amblemi i zvanični znaci Kraljevine Jugoslavije ; Les armoiries, drapeaux et autres emblèmes d'etat, poinçons officiels de contrôle et de garantie du Royaume de Yougoslavie (PDF). Beograd: Ministarstvo trgovine i industrije — Uprava za zaštitu industrijske svojine. 1936.  1024031914
- Грујић, Вера Б. (2017). Збирка југословенске скулптуре Народног музеја у Београду. Београд: Народни музеј, (Београд : Публикум). ISBN 978-86-7269-164-1.  252865548  252865548
- Димитријевић, Вукадин (1998). Одликовања и војне ознаке Србије и Југославије. Ниш: Удружење грађана "Стари Ниш" : Нумизматичко друштво "Медијана" : Клуб војске Југославије, (Ниш : Просвета).  141659655  141659655
- Закони и уредбе о орденима и медаљама : са свима изменама и допунама од 1883-1935. г. / прикупио и средио Драгољуб В. Јеремић. Београд: Канцеларија краљевских ордена, (Београд : "Ђура Јакшић"). 1935.  87903495
- Zlamalik, Vinko (1980). Memorijal Ive Kerdića. Osijek: Galerija likovnih umjetnosti ; Zagreb : Strossmayerova galerija starih majstora Jugoslovenske akademije znanosti i umjetnosti : Društvo povjesničara umjetnosti SR Hrvatske.  40583175  35456777
- Јовановић Чешка, Тијана (2018). Ђорђе Ј. Чарапић - Георг J. Фусек : живот и дело : 1876-1941. Београд: Историјски музеј Србије, (Београд : Типографик плус). ISBN 978-86-82925-95-8.  272312588  272312588
- Каталог одликовања Републике Србије, војних спомен-медаља и војних споменица / [приређивачи Слађан Ристић ... [и др.]] (PDF). Београд: Медија центар Одбрана, (Београд : Војна штампарија). 2016. ISBN 978-86-335-0448-5.  224513036
- Лазаревић, Петар (1929). „Споменица за српско-турски рат 1912.” (PDF). у Народна енциклопедија српско-хрватско-словеначка. Књ. 4, С - Ш (PDF). Загреб: Библиографски завод, (Загреб : Народне новине). стр. 301.  50676231  48381447  812312  50676231
- Маричић, Душанка (2019). Дипломе и повеље XIX и XX века : из збирке Војног музеја. Београд: Медија центар Одбрана, (Београд : Војна штампарија). ISBN 978-86-335-0670-0.  277796876
- Медаковић, Дејан (1990). Косовски бој у ликовним уметностима. Београд: Српска књижевна задруга ; Нови Сад : Матица српска ; Приштина : Јединство, (Београд : Београдски издавачко-графички завод). ISBN 86-379-0198-0.  943628  943628
- Meštrović, Ivan (1969). Uspomene na političke ljude i događaje. Zagreb: Matica hrvatska.  175268615  175268615
- Mitrinović, Dimitrije (1981). „Delo Ivana Meštrovića je najviša vrednost modernog Balkana. O kulturi nacionalnoj treba misliti koliko i o samom životu jer se živi zbog kulture i morala”. u Ideje srpske umetničke kritike i teorije : 1900-1950. (3) / [koncepcija, redakcija, tematika, razvrstavanje i sklop knjige Miodrag B. Protić]. Beograd: Muzej savremene umetnosti, (Beograd : BIGZ). стр. 62—65.  34290188
- Народна енциклопедија српско-хрватско-словеначка. Књ. 4, С - Ш (PDF). Загреб: Библиографски завод, (Загреб : Заклада Тискаре Народних новина). 1929.  50676231  48381447  812312  50676231
- Николић, Десанка (1971). Наша одликовања до 1941 : из колекције Војног музеја у Београду. Београд: Војни музеј, (Београд : Просвета).  108440839
- Пековић, Ратко (1988). Косовска битка : мит, легенда и стварност / [избор текстова Ратко Пековић ; фотографије Василије Латинкић; 2. изд.]. Београд: Литера, (Београд : Космос).  186742279
- Пилетић, Милана (1987). Одликовања југословенских народа XIX и прве половине XX века (до 1941) из збирке Војног музеја у Београду. Београд: Војни музеј, (Београд : БИГЗ).  61075724  61075724
- Prister, Boris (1984). Odlikovanja, Katalog muzejskih zbirki XXI. Zagreb: Povijesni muzej Hrvatske.  2397536
- Prister, Boris (2000). Odlikovanja iz zbirke dr. Veljka Malinara: Odlikovanja Crne Gore, Srbije, Kraljevine SHS (Kraljevine Jugoslavije) i Socijalističke Jugoslavije. Dio 3. Zagreb: Hrvatski povijesni muzej. ISBN 9536046202.
- Protić, Miodrag B. (1981). Ideje srpske umetničke kritike i teorije : 1900-1950. (3) / [koncepcija, redakcija, tematika, razvrstavanje i sklop knjige Miodrag B. Protić]. Beograd: Muzej savremene umetnosti, (Beograd : BIGZ).  34290188
- Romanoff, Dimitri (1996). The Orders, Medals and History of the Kingdoms of Serbia and Yugoslavia (на језику: енглески). Balkan Heritage. ISBN 8798126733.
- Тодоровић, Нада (1964). Југословенске и иностране медаље. Београд: Народни музеј, (Београд : Привредни преглед).  512253592
- Ćurčin, Milan (1919). Ivan Meštrović : a monograph (на језику: енглески). London: Williams and Norgate.  84913920
- Forrer, Leonard (1923). Biographical Dictionary of Medallists, vol. 7 [Supplement, A-L] (на језику: енглески). London: Spink & son Limited.
- Car, Pavel; Muhić, Tomislav (2008). Katalog odlikovanja i znakovlja Srbije i Jugoslavije 1858.-1941. = Preiskatalog für Serbische und Jugoslawische Orden, Medaillen und Abzeichen 1858-1941 = Decorations and badges of Serbia and Yugoslavia 1858-1941 : price guide 2008. Ljubljana: Signum Laudis, (Ljubljana : Arruba). ISBN 978-961-92497-0-3.  241127680
- Car, Pavel; Muhić, Tomislav (2009). Odlikovanja Srbije i Jugoslavije : od 1859. do 1941. Wien: Militaria. ISBN 978-3-902526-28-1.  430956

### Часописи
- Knežević, Kosta Đ. (2004). „Đorđe J. Čarapić, sekretar Kancelarije kraljevskih ordena, 1908—1935”. Orden : faleristički časopis Srpskog numizmatičkog društva Beograd. Beograd: [Srpsko numizmatičko društvo], (Beograd : Pangraf) (4): 37—40.  112253196
- Mandić, Ranko; Gerić, Lazar (2003). „Rusko-srpska faleristika II” (PDF). Dinar : numizmatički časopis. Beograd: Srpsko numizmatičko društvo (20): 45—47. ISSN 1450-5185.  66160140  66160140
- Mandić, Ranko (2005). „Ratne spomenice”. Orden : faleristički časopis Srpskog numizmatičkog društva Beograd. Beograd: [Srpsko numizmatičko društvo], (Beograd : Pangraf) (5): 6.  112253196
- Митриновић, Димитрије (1913). „За југословенску философију културе : (уз Мештровићево одликовање војсци)”. Дело : наука, књижевност и друштвени живот. Београд: А. [Алекса] М. Станојевић, (Београд : Штампарија Аце М. Станојевића "Доситије Обрадовић"). 18 (69): 76—82;210—223;403—417. ISSN 1450-8222. Текст „page:85” игнорисан (помоћ)  125100039  125100039
- „Преглед општег и међусобног ранга краљевских ордена, медаља и споменица : табела од 1. јануара 1931. године”. Архив : часопис Архива Југославије. Београд: Архив Југославије, (Београд : Јанус). 3 (3): 153—155. 2002. ISSN 1450-9733. Архивирано из оригинала 20. 08. 2022. г. Приступљено 30. 08. 2022.  1024587149  167385863  167385863
- Прерадовић, Дубравка М. (2014). „Иконографски предлошци за представу Жиче на Видовданској споменици и спомен медаљи миропомазања Александра Обреновића” (PDF). Нумизматичар. Београд: Народни музеј : Српско нумизматичко друштво (32): 177—191. ISSN 0350-9397.  212016140  15954690  15954690
- Ранковић, Живојин (1939). „Југословенска одликовања”. Београдске општинске новине : часопис за комунално-социјални, привредни и културни живот Београда. Београд: [Општина Београдска]. LVII (6—7 : Јуни — Јули 1939 године): 329—338. ISSN 2334-7740.  22061324
- Stanisavljević, D.; Mandić, R. (2002). „Medalje prvog balkanskog rata”. Orden : faleristički časopis Srpskog numizmatičkog društva Beograd. Beograd: [Srpsko numizmatičko društvo], (Beograd : Pangraf) (2): 14—16.  112253196
- Стевовић, Љубомир С.; Кнежевић, Коста Ђ. (2013). „Српске ратне споменице 1878—1918.” (PDF). Весник. Београд: Војни музеј, Београд (40): 109—132. ISSN 0067-5660.  41168903  41168903
- Stojanović, M. (2002). „Izrađivači naših odlikovanja — Braća Huguenin”. Orden : faleristički časopis Srpskog numizmatičkog društva Beograd. Beograd: [Srpsko numizmatičko društvo], (Beograd : Pangraf) (2): 35—37.  112253196
- Stolica, Radomir (2003). „Medalja za revnosnu službu : ili najstarija srpska odlikovanja dodeljivana pripadnicima vojske i licima građanskog i duhovnog reda”. Orden : faleristički časopis Srpskog numizmatičkog društva Beograd. Beograd: [Srpsko numizmatičko društvo], (Beograd : Pangraf) (3): 24—27.  112253196
- Тодоровић, Нада (1989). „Спомен медаље са мотивима Видовданског култа — Косовске споменице”. Нумизматичар. Београд: Народни музеј : Српско нумизматичко друштво. XII (12): 69—74. ISSN 0350-9397.  9399564  15954690  15954690
- Clegg, Elizabeth (2004). „'A warrior fallen in a just cause': a rediscovered Meštrović 'Descent from the cross'”. The Burlington magazine (на језику: енглески). London: Burlington Magazine Publications Ltd. 146 (1221): 823—827. ISSN 0007-6287.  25173504

### Новине
- „Ми ПЕТАР I по милости Божјој и вољи народној Краљ Србије : На основу члана 5. закона о орденима и медаљама, установљавамо: СПОМЕНИЦУ на рат 1912. године.”. Српске новине. LXXX (241). У Београду: Краљевско српска државна штампарија. 2. 11. 1913. стр. 1. ISSN 2683-5045.  49119239